# ویرجینی انکلیو
ویرجینی انکلیو (انگلیسی: Virginie Ancelot; ۱۵ مارس ۱۷۹۲ – ۲۰ مارس ۱۸۷۵) نویسنده، نمایش‌نامه‌نویس، نقاش، صاحب محفل ادبی، و رمان‌نویس اهل فرانسه بود.